# Filmová databáze
Filmová databáze (FDb) – serwis internetowy poświęcony filmom oraz ludziom kina z Czech i Słowacji. Udostępnia także informacje z zakresu kinematografii zagranicznej.
Portal jest podzielony na podstawowe sekcje, takie jak filmy, osobistości kina oraz program telewizyjny / kinowy. W swojej bazie zawiera informacje o ponad 55 tys. filmów, z czego ponad 17% to filmy telewizyjne, seriale, przedstawienia teatralne i inscenizacje. Witryna posiada także sekcję poświęconą twórcom filmowym. Dane serwisu obejmują 260 tys. wpisów na temat osób związanych z przemysłem filmowym, takich jak aktorzy, reżyserzy, scenarzyści, producenci, inżynierowie dźwięku.
Rejestracja jest opcjonalna, umożliwia m.in. uczestnictwo w dyskusjach i wystawianie ocen filmom.